# Пендро
Пендро је курдско село у ирачком Курдистану, у провинцији Ербил, близу границе са Турском, налази се отприлике 15-18 km сјеверно од Барзана, од 2540 становника.